# 山路パーキングエリア
山路パーキングエリア（さんじパーキングエリア）は、福岡県北九州市の北九州高速道路4号線上にあるパーキングエリア。下り線にのみ設置されている。

## 道路
- 北九州高速4号線

## 施設

### 下り線のみ
- 駐車場
- トイレ
- 自動販売機
- 給電スタンド(24時間)

## 隣
北九州高速4号線
紫川JCT - (408)山路出入口/PA - (409)大谷出入口